# 鈴木康彦
鈴木 康彦（すずき やすひこ、1941年6月24日 - 2007年7月11日）は、日本のイラストレーター、映像作家、アニメーター。
映像作家としては主に、NHKの音楽番組「みんなのうた」「おかあさんといっしょ」などのアニメーションを制作している。また、無敵超人ザンボット3の作画監督をつとめた。
息子の鈴木大介は将棋棋士。

## 作成作品一覧

### みんなのうた
- ◆は5分間1曲枠の楽曲。
- 1.夢見てるわけじゃないよ
- 2.紅葉
- 3.おもいでのアルバム
- 4.ぼくのバレンタインデー
- 5.ちゃんと顔に書いてある
- 6.みんなでステップ
- 7.のら猫どらスケの夢
- 8.輝いていて 〜10 years after〜
- 9.父さんの背番号

### 書籍（挿絵）
- これを知らないと勝てない 居飛車穴熊実戦集 田中寅彦 カバー・カット 岡田博　鈴木康彦 枻出版社 1981/7/13
- 愉快痛快棋士365日 能智映 挿絵 鈴木康彦 日本将棋連盟　 June 1, 1982
- 将棋盤外勝負 能智映 挿絵 鈴木康彦 講談社 1984.7.20
- イソップえばなし 立原えりか【文】/鈴木康彦【絵】 小学館（1991/08発売）
- むかしばなしえほん 間所ひさこ【文】/鈴木康彦【絵】 小学館（1991/10発売）
- シンデレラ ペロー 原作,やなぎやけいこ 文,鈴木康彦 絵,西本鶏介 指導・解説 小学館 1993 (小学館の保育絵本 ; 46)
- ももたろう やなぎやけいこ 文,鈴木康彦 絵 小学館 1994 (名作絵本 ; 1)
- あおいとり メーテルリンク さく,野長瀬正夫 ぶん,鈴木康彦 え 金の星社 1996 (アニメせかいの名作 ; 1)
- アリババと40にんのとうぞく : アラビアン・ナイト 清水たみ子 ぶん,鈴木康彦 え 金の星社 1996 (アニメせかいの名作 ; 5)
- アラジンとふしぎなランプ : アラビアン・ナイト 土家由岐雄 ぶん,鈴木康彦 え 金の星社 1997 (アニメせかいの名作 ; 9)
- ぼくらはみんな生きている　都市動物観察記 佐々木洋　鈴木康彦イラスト 、講談社 、2004

## 人物
- 3歳のころ風呂場で窓に絵を描いた経験が絵を描く職業へ進むきっかけとなった[2]。
- 仕事上のモットーとして、「殺戮シーンのある戦争アニメの制作は断る」がある[2]。
- 趣味は骨董品収集[3]と将棋。骨董品収集は仕事で訪韓したときに現地の陶芸に魅せられた。一方の将棋は大内延介の道場へ通い長男にも大内に由来する名前を付けているほどだが、その長男が小学生名人となった頃から遠慮がちに言うようになった[3]。将棋雑誌の挿絵もたびたび手がけている。